# Hydromorphus dunni
Hydromorphus concolor — вид змій родини полозових (Colubridae). Ендемік Панами. Вид названий на честь американського герпетолога Еммерета Ріда Данна.

## Поширення і екологія
Hydromorphus concolor відомі з типової місцевості, розташованої в околицях Бокете в провінції Чирикі на заході Панами, на висоті 1250 м над рівнем моря. Вонии живуть у вологих тропічних лісах в горах і передгір'ях, поблизу струмків.